# تبوکونازول
تبوکونازول (به انگلیسی: Tebuconazole) با فرمول شیمیایی C۱۶H۲۲ClN۳O یک ترکیب شیمیایی با شناسه پاب‌کم ۸۶۱۰۲ است. که جرم مولی آن ۳۰۷٫۸۱۸۳۸ g/mol می‌باشد. 